# Isingerode (Wüstung)

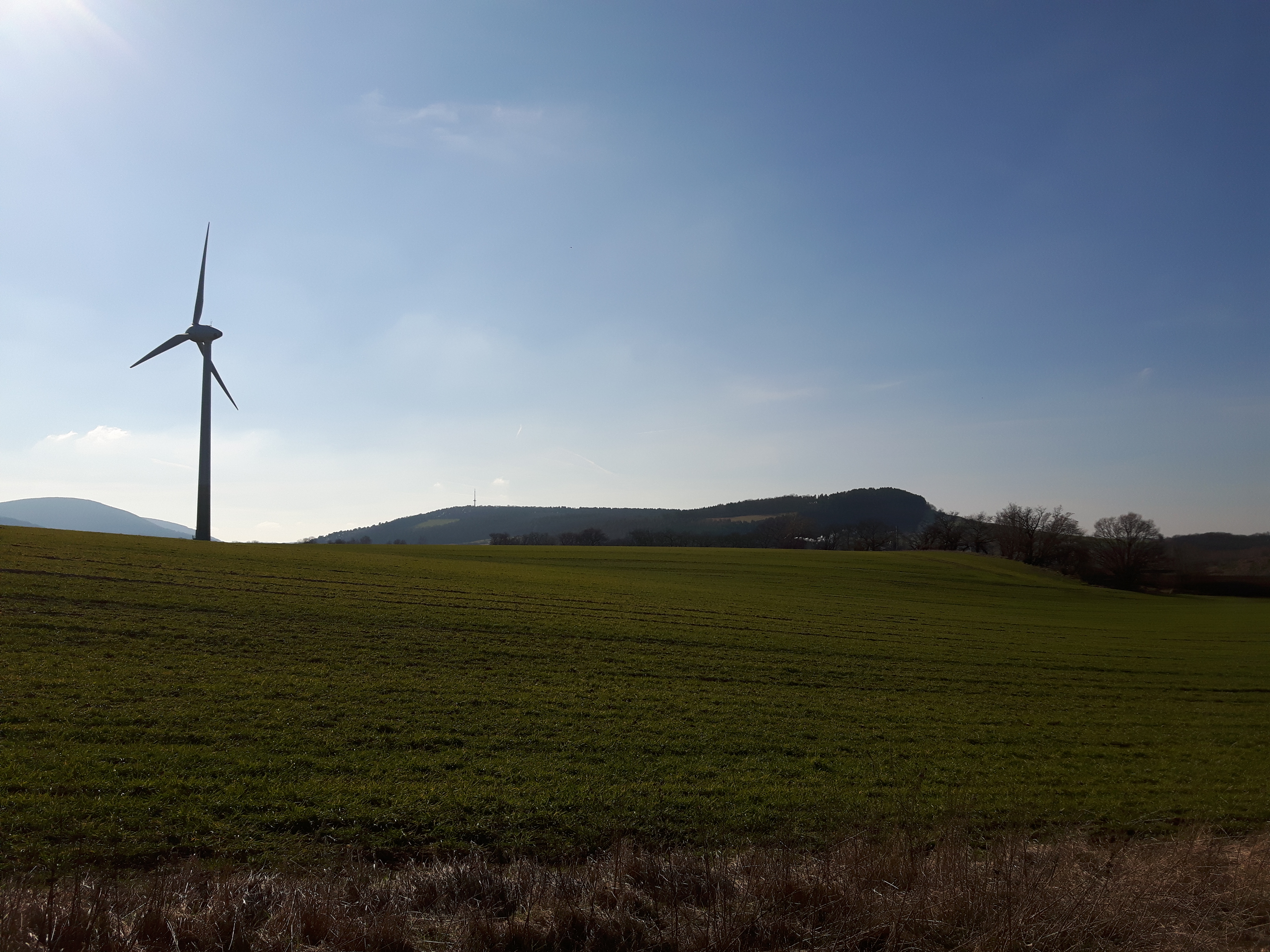
Der Stübbeberg bei Harlingerode als Symbolbild (im Hintergrund: Sudmerberg)

Isingerode ist der Name einer Wüstung im Landkreis Goslar zwischen den Städten Bad Harzburg und Goslar.

## Geschichte
Das Dorf wurde 1018 gegründet. In diesem Jahr wurde es als Isyngerode erstmals erwähnt. Weitere Namen sind 1138 Isiggerode und 1197 Isingerode. Eine weitere historische Schreibweise ist Ysingerode.

## Geografie
Die Wüstung befindet sich nordwestlich des heutigen Harlingerodes. Die aus dem Jahre 1827 stammende Quelle beschreibt die Position als im „altharzburgischen“ Bereich liegend, womit die Wüstung im einstigen Herzogtum Braunschweig gelegen haben muss, da Goslar zu dieser Zeit zu Preußen gehörte. Die Tatsache, dass Oker nie zum ehemaligen Amt Bad Harzburg gehörte (es handelte sich bis 1972 um eine selbständige Stadt) und nicht explizit in der Beschreibung genannt wird, schränkt die Position schließlich auf das Stadtgebiet von Bad Harzburg ein. Nördlich und westlich von Harlingerode befinden sich das Steinfeld und das Kalte Feld, die Oker streift die Feldmark im Nordwesten.

## Etymologie
Der Name Isingerode leitet sich von einem sächsischen Kurznamen „Iso“ oder „Isi“ ab, der auf die Bezeichnung „īsana“ zurückgeht, von welchem sowohl Ableitungsversuche aus der altniederdeutschen Wortwurzel „īsarn“ (Eisen, vergleiche r in engl. iron) als auch „īs“ (Eis) erwogen werden. Im Landkreis Wolfenbüttel findet sich zwischen Schladen und Wolfenbüttel
ein Namensvetter, der ebenfalls Isingerode heißt, jedoch nicht wüstgefallen ist. Die Endung -ingerode ist bezeichnend für eine Welle an Rodungssiedlungen im 9. und 10. Jahrhundert, die im nördlichen Harzvorland angelegt wurden.